# Cowesby
Cowesby – wieś w Anglii, w hrabstwie North Yorkshire, w dystrykcie (unitary authority) North Yorkshire. Leży 41 km na północ od miasta York i 320 km na północ od Londynu.